# Vlaksporig kalkkopje
Het vlaksporig kalkkopje (Physarum straminipes) is een slijmzwam behorend tot de familie Physaraceae. Het leeft saprotroof op kruidachtige plantendelen.

## Verspreiding
In Nederland komt het zeer zeldzaam voor. 